# Satélite de comunicaciones

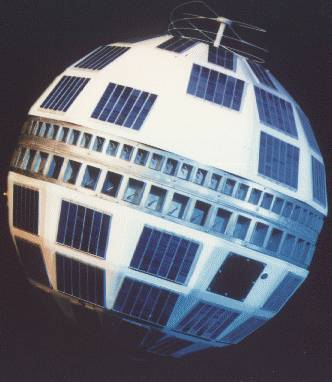
El 10 de julio de 1962 se lanzó el Telstar, primer satélite de telecomunicaciones.

Los satélites de comunicaciones son un medio para emitir señales de radio y televisión desde unas zonas de la Tierra hasta otras, ya que se utilizan como enormes antenas suspendidas del cielo. Las frecuencias que manejan son elevadas, en el rango de los GHz. La elevada direccionalidad de las antenas utilizadas permite «alumbrar» zonas concretas de la Tierra. El primer satélite de comunicaciones, el Telstar 1, se puso en órbita el 10 de julio en 1962, teniendo lugar la primera transmisión de televisión vía satélite ese mismo año. Los satélites de comunicaciones se utilizan para aplicaciones de televisión, teléfono, radio, internet y militar. A partir del 1 de enero de 2021, hay 2224 satélites de comunicaciones en órbita terrestre. La mayoría de los satélites de comunicaciones están en órbita geoestacionaria, unos 35 900 km sobre el ecuador, de modo que el satélite parece estacionario en el mismo punto del cielo; por lo tanto, las antenas parabólicas de las estaciones terrestres pueden apuntar permanentemente a ese lugar y no tienen que moverse para rastrear el satélite.
Las ondas de radio de alta frecuencia utilizadas para los enlaces de telecomunicaciones viajan por propagación de línea visual y, por lo tanto, están obstruidas por la curva de la Tierra. El propósito de los satélites de comunicaciones es transmitir la señal alrededor de la curva de la Tierra permitiendo la comunicación entre puntos geográficos muy separados. Los satélites de comunicaciones utilizan una amplia gama de frecuencias de radio y microondas. Para evitar la interferencia de la señal, las organizaciones internacionales tienen regulaciones para los rangos de frecuencia o «bandas» que ciertas organizaciones pueden usar. Esta asignación de bandas minimiza el riesgo de interferencia de la señal.

## Satélites geoestacionarios (GEO)
El periodo orbital de los satélites depende de su distancia hacia la Tierra. Cuanto más cerca esté, más corto es el periodo. Los primeros satélites de comunicaciones tenían un periodo orbital que no coincidía con el de rotación de la Tierra sobre su eje, por lo que tenían un movimiento aparente en el cielo; esto hacía difícil la orientación de las antenas, y cuando el satélite desaparecía en el horizonte la comunicación se interrumpía.
Existe una altura para la cual el periodo orbital del satélite coincide exactamente con el de rotación de la Tierra. Esta altura es de 35 786.04 kilómetros. La órbita correspondiente se conoce como el «Cinturón de Clarke», ya que fue el famoso escritor de ciencia ficción Arthur C. Clarke el primero en sugerir esta idea en el año 1945. Vistos desde la Tierra, los satélites que giran en esta órbita parecen estar inmóviles en el cielo, por lo que se les llama satélites geoestacionarios. Esto tiene dos ventajas importantes para las comunicaciones: permite el uso de antenas fijas, pues su orientación no cambia y asegura el contacto permanente con el satélite.
Los satélites comerciales funcionan en tres bandas de frecuencias, llamadas C, Ku y Ka. La gran mayoría de emisiones de televisión por satélite se realizan en la banda Ku.
| Banda | Frecuencia ascendente (GHz) | Frecuencia descendente (GHz) | Problemas               |
| ----- | --------------------------- | ---------------------------- | ----------------------- |
| C     | 5,925 - 6,425               | 3,7 - 4,2                    | Interferencia Terrestre |
| Ku    | 14,0 - 14,5                 | 11,7 - 12,2                  | Lluvia                  |
| Ka    | 27,5 - 30,5                 | 17,7 - 21,7                  | Lluvia                  |

No es conveniente poner muy próximos en la órbita geoestacionaria dos satélites que funcionen en la misma banda de frecuencias, ya que pueden interferirse. En la banda C la distancia mínima es de dos grados, en la Ku y la Ka, de un grado. Esto limita en la práctica el número total de satélites que puede haber en toda la órbita geoestacionaria, es decir, 180 satélites en la banda C y 360 en las bandas Ku y Ka. La distribución de bandas y espacio en la órbita geoestacionaria se realiza mediante acuerdos internacionales.
La elevada direccionalidad de las altas frecuencias hace posible concentrar las emisiones por satélite a regiones geográficas muy concretas, hasta de unos pocos cientos de kilómetros. Esto permite evitar la recepción en zonas no deseadas y reducir la potencia de emisión necesaria, o bien concentrar el haz para así aumentar la potencia recibida por el receptor, reduciendo al mismo tiempo el tamaño de la antena parabólica necesaria. Por ejemplo, el satélite Astra tiene una huella que se aproxima bastante al continente europeo.
En la actualidad, este tipo de comunicación puede imaginarse como si tuviésemos un enorme repetidor de microondas en el cielo. Está constituido por uno o más dispositivos receptor-transmisor, cada uno de los cuales escucha una parte del espectro, amplificando la señal de entrada y retransmitiendo a otra frecuencia para evitar los efectos de interferencia.
Cada una de las bandas utilizadas en los satélites se divide en canales. Para cada canal suele haber en el satélite un repetidor, llamado transponder o transpondedor, que se ocupa de capturar la señal ascendente y retransmitirla de nuevo hacia la tierra en la frecuencia que le corresponde.

El punto verde y el marrón están siempre en línea en una órbita geoestacionaria.

Cada canal puede tener un ancho de banda de 27 a 72 MHz y puede utilizarse para enviar señales analógicas de vídeo y/o audio, o señales digitales que puedan corresponder a televisión (normal o en alta definición), radio digital (calidad CD), conversaciones telefónicas digitalizadas, datos, etc. La eficiencia que se obtiene suele ser de 1 bit/s por Hz; así, por ejemplo, un canal de 50 MHz permitiría transmitir un total de 50 Mbit/s de información.
Un satélite típico divide su ancho de banda de 500 MHz, en unos doce receptores-transmisores de un ancho de banda de 36 MHz cada uno. Cada par puede emplearse para codificar un flujo de información de 500 Mbit/s, 800 canales de voz digitalizada de 64 kbit/s, o bien, otras combinaciones diferentes.
Para la transmisión de datos vía satélite se han creado estaciones de emisión-recepción de bajo coste, llamadas VSAT (Very Small Aperture Terminal). Una estación VSAT típica tiene una antena de un metro de diámetro y un vatio de potencia. Normalmente, las estaciones VSAT no tienen potencia suficiente para comunicarse entre sí a través del satélite (VSAT - satélite - VSAT), por lo que se suele utilizar una estación en tierra llamada hub, que actúa como repetidor. De esta forma, la comunicación ocurre con dos saltos tierra-aire (VSAT- satélite - hub - satélite - VSAT). Un solo hub puede dar servicio a múltiples comunicaciones VSAT.
En los primeros satélites, la división en canales era estática, separando el ancho de banda en bandas de frecuencias fijas. En la actualidad el canal se separa en el tiempo, primero en una estación, luego otra, y así sucesivamente. El sistema se denomina multiplexión por división en el tiempo. También tenían un solo haz espacial que cubría todas las estaciones terrestres. Con los desarrollos experimentados en microelectrónica, un satélite moderno posee múltiples antenas y pares receptor-transmisor. Cada haz de información proveniente del satélite puede enfocarse sobre un área muy pequeña, de forma que pueden hacerse simultáneamente varias transmisiones hacia o desde el satélite. A estas transmisiones se les llama 'traza de ondas dirigidas'.
Las comunicaciones vía satélite tienen algunas características singulares. En primer lugar está el retardo que introduce la transmisión de la señal a tan grandes distancias. Con 36 000 km de altura orbital, la señal ha de viajar como mínimo 72 000 km, lo cual supone un retardo de 240 milisegundos, solo en la transmisión; en la práctica el retardo es de 250 a 300 milisegundos según la posición relativa del emisor, el receptor y el satélite. En una comunicación VSAT-VSAT los tiempos se duplican, debido a la necesidad de pasar por el hub. A título comparativo en una comunicación terrestre por fibra óptica, a 10 000 km de distancia, el retardo puede suponer 50 milisegundos (la velocidad de las ondas electromagnéticas en el aire o en el vacío es de unos 300 000 km/s, mientras que en el vidrio o en el cobre es de unos 200 000). En algunos casos estos retardos pueden suponer un serio inconveniente, o degradar de forma apreciable el rendimiento si el protocolo no está preparado para este tipo de redes.
En cuanto a los fenómenos que dificultan las comunicaciones vía satélite, se han de incluir también el movimiento aparente en ocho de los satélites de la órbita geoestacionaria debido a los balanceos de la Tierra en su rotación, los eclipses de Sol en los que la Luna impide que el satélite pueda cargar las baterías y los tránsitos solares, en los que el Sol interfiere las comunicaciones del satélite al encontrarse este entre el Sol y la Tierra.
Otra característica singular de los satélites es que sus emisiones son broadcast de manera natural. Tiene el mismo coste enviar una señal a una estación que enviarla a todas las estaciones que se encuentren dentro de la huella del satélite. Para algunas aplicaciones esto puede resultar muy interesante, mientras que para otras, donde la seguridad es importante, es un inconveniente, ya que todas las transmisiones han de ser cifradas. Cuando varios ordenadores se comunican a través de un satélite (como en el caso de estaciones VSAT), los problemas de utilización del canal común de comunicación que se presentan son similares a los de una red local.
El coste de una transmisión vía satélite es independiente de la distancia, siempre que las dos estaciones se encuentren dentro de la zona de cobertura del mismo satélite. Además, no hay necesidad de hacer infraestructuras terrestres, y el equipamiento necesario es relativamente reducido, por lo que son especialmente adecuados para enlazar instalaciones provisionales que tengan una movilidad relativa, o que se encuentren en zonas donde la infraestructura de comunicaciones está poco desarrollada.
Recientemente se han puesto en marcha servicios de transmisión de datos vía satélite, basados en el sistema de transmisión de la televisión digital, lo cual permite hacer uso de componentes estándar de bajo coste. Además de poder utilizarse de forma full-duplex como cualquier comunicación convencional vía satélite, es posible realizar una comunicación simple en la que los datos (vía satélite) solo se transmiten de la red al usuario, pero para el camino de vuelta es decir del usuario a la red, este utiliza telefonía (vía módem o RDSI). De esta forma la comunicación red->usuario se realiza a alta velocidad (típicamente 400-500 kbit/s), con lo que se obtiene una comunicación asimétrica. El usuario evita así instalar el costoso equipo transmisor de datos hacia el satélite. Este servicio está operativo en Europa desde 1997 a través de los satélites Astra y Eutelsat, y es ofrecido por algunos proveedores de servicios de Internet. La instalación receptora es de bajo coste, existen tarjetas para PC que permiten enchufar directamente el cable de la antena, que puede ser la misma antena utilizada para ver la televisión vía satélite.

## Satélites de órbita baja (LEO)
Como hemos dicho, los satélites con órbitas inferiores a 36 000 km tienen un período de rotación inferior al de la Tierra, por lo que su posición relativa en el cielo cambia constantemente. La movilidad es tanto más rápida cuanto menor es su órbita. En 1990 Motorola puso en marcha un proyecto consistente en poner en órbita un gran número de satélites (66 en total). Estos satélites, conocidos como satélites Iridium se colocarían en grupos de once, en seis órbitas circumpolares (siguiendo los meridianos) a 750 km de altura, repartidos de forma homogénea, a fin de constituir una cuadrícula que cubriera toda la tierra. Cada satélite tendría el periodo orbital de 90 minutos, por lo que en un punto dado de la tierra, el satélite más próximo cambiaría cada ocho minutos.
Cada uno de los satélites emitiría varios haces diferentes (hasta un máximo de 48), cubriendo toda la tierra con 1628 haces; cada uno de estos haces constituiría una celda, y el satélite correspondiente serviría para comunicar a los usuarios que se encontraran bajo su huella. La comunicación usuario-satélite se haría en frecuencias de banda de 1.6 GHz, que permite el uso de dispositivos portátiles. La comunicación entre los satélites en el espacio exterior se llevaría a cabo en la banda Ka.
En resumen, podemos ver este proyecto como una infraestructura GSM que cubre toda la Tierra y está «colgada» del cielo.

## Estructura
Los Satélites de Comunicaciones suelen estar compuestos por los siguientes subsistemas:
- Carga útil de comunicación, normalmente compuesta por transpondedores, antenas y sistemas de conmutación
- Motores utilizados para llevar el satélite a su órbita deseada
- Un subsistema de estabilización y seguimiento de la estación utilizado para mantener el satélite en la órbita correcta, con sus antenas apuntando en la dirección correcta y su sistema de energía apuntando hacia el sol.
- Subsistema de energía, utilizado para alimentar los sistemas de satélite, normalmente compuesto por células solares y baterías que mantienen la energía durante el eclipse solar
- Subsistema de Mando y Control, que mantiene comunicaciones con las estaciones de control en tierra. Las estaciones terrestres de control terrestre monitorean el desempeño del satélite y controlan su funcionalidad durante varias fases de su ciclo de vida.

El ancho de banda disponible de un satélite depende del número de transpondedores proporcionados por el satélite. Cada servicio (TV, Voz, Internet, radio) requiere una cantidad diferente de ancho de banda para la transmisión. Esto generalmente se conoce como presupuesto de enlace y se puede usar un simulador de red para llegar al valor exacto.

## Asignación de frecuencias para sistemas de satélites
La asignación de frecuencias a los servicios de satélite es un proceso complicado que requiere coordinación y planificación internacionales. Esto se lleva a cabo bajo los auspicios de la Unión Internacional de Telecomunicaciones (ITU).
Para facilitar la planificación de frecuencias, el mundo se divide en tres regiones:
- Región 1: Europa, África, Medio Oriente, lo que antes era la Unión Soviética y Mongolia
- Región 2: América del Norte y del Sur y Groenlandia
- Región 3: Asia (excluidas las áreas de la región 1), Australia y el suroeste del Pacífico

Dentro de estas regiones, las bandas de frecuencia se asignan a varios servicios de satélite, aunque a un servicio dado se le pueden asignar diferentes bandas de frecuencia en diferentes regiones. Algunos de los servicios que brindan los satélites son:
- Servicio fijo por satélite (SFS)
- Servicio de transmisión por satélite (BSS)
- Servicio móvil por satélite
- Servicio de radionavegación por satélite
- Servicio de satélite meteorológico

## Operadores y satélites
- SES
- Thales Alenia Space
- Astra
- Arsat
- Embratel Star One
- Eutelsat
- Globalstar
- Hispasat
- Hylas
- Intelsat
- Inmarsat
- Iridium
- Satélite Simón Bolívar
- SatMex
- Telstar
- Flota de satélites de DirecTV.